# Андрієво-Мелентьєво
Андрієво-Мелентьєво — село, адміністративний центр Андрієво-Мелентьєвського сільського поселення Неклинівського району Ростовської області.
Населення — 683 особи (2010 рік).

## Географія
Село Андрієво-Мелентьєво розташована на правому березі Міуса, навпроти Миколаївки.

### Вулиці
- вул. Берегова,
- вул. Магістральна,
- вул. Молодіжна,
- вул. Набережна,
- вул. Новобудов,
- вул. Жовтнева,
- вул. Перемоги,
- Центральна алея,
- пр. Первомайський.

## Історія
Село Андрієво-Мелентьєво — за 2-х версти на південь від селища Сухо-Сарматського на правому березі Міуса при впадінні її в лиман — був спочатку хутором козачки П. Васильєвої.
В історичних документах згадується хутір з 1752 року. Пані Васильєва у 1764 році продала хутір козаку Я. Мелентьєву. У 1820 році хутір належав полковнику Андрію Федоровичу Мелентьєву. У списках 1859 року хутір був названий селищем Мелентьєво-Андріївським, з населенням 484 осіб на 61 двір.

## Пам'ятки
- Храм Марії Магдаліни